# Claudio Bravo (fotbollsspelare född 1997)
Claudio Nicolás Bravo, född 13 mars 1997, är en argentinsk fotbollsspelare som spelar för Portland Timbers.

## Klubbkarriär
Den 17 december 2020 värvades Bravo av Major League Soccer-klubben Portland Timbers.

## Landslagskarriär
I juni 2021 blev Bravo uttagen i Argentinas trupp till olympiska sommarspelen 2020 i Tokyo.